# Derrick Todd Lee
Derrick Todd Lee (ur. 5 listopada 1968 w St. Francisville, zm. 21 stycznia 2016 w Zachary) - amerykański seryjny morderca, zwany Mordercą z Baton Rouge. W latach 1998 - 2003 zamordował 7 kobiet. 
Lee był wielokrotnie aresztowany za podglądanie kobiet, kradzieże i włamania, nie był jednak brany pod uwagę w sprawie serii morderstw w okolicach Baton Rouge. Wynikało to z faktu, że wszystkie ofiary miały biały kolor skóry, Lee był zaś afroamerykaninem. Został zidentyfikowany jako zabójca, dzięki badaniom genetycznym. W październiku 2004 r. Lee został skazany na karę śmierci za zamordowanie Charlotte Pace i Geralyn DeSoto. 
Lee zmarł w trakcie oczekiwania na wykonanie wyroku w styczniu 2016 r. z powodu niewydolności serca.

## Ofiary
1. 18 kwietnia 1998: Randi Mebruer, 28 lat
2. 24 września 2001: Gina Green, 41 lat
3. 14 stycznia 2002: Geralyn DeSoto, 21 lat
4. 31 maja 2002: Charlotte Pace, 21 lat
5. 12 lipca 2002: Pamela Kinmore, 44 lata
6. 21 listopada 2002: Treneisha Colomb, 23 lata
7. 3 marca 2003: Carrie Yoder, 26 lat[4]